# 阿鲁雅
阿鲁雅是巴西圣保罗州的一个市镇。总面积97.448平方公里，总人口75122人，人口密度770.9人/平方公里。